# Conus hopwoodi
Conus hopwoodi is een in zee levende slakkensoort uit het geslacht Conus. De slak behoort tot de familie Conidae. Conus hopwoodi werd in 1937 beschreven door Tomli. Net zoals alle soorten binnen het geslacht Conus zijn deze slakken roofzuchtig en giftig. Zij bezitten een harpoenachtige structuur waarmee ze hun prooi kunnen steken en verlammen.